# Pesniški viadukt
Pesniški viadukt je nekdanji železniški viadukt, preko katerega je železniška proga med Mariborom in Gradcem prečila Pesniško dolino severno od Maribora.
Pesniški viadukt se je gradil v sklopu odseka Južne železnice med Gradcem in Celjem. Zaradi zamočvirjenosti Pesniške doline so se jo odločili premostiti z viaduktom. Gradnja pod nadzorom Carla von Ghege se je pričela spomladi 1844 in trajala dobri dve leti. Opečnati viadukt je stal na 66 stebrih, ki so temeljili na hrastovih pilotih. Za gradnjo naj bi porabili več kot 2,8 milijona opek. Viadukt je bil visok 21 metrov in dolg 649 metrov, s čimer je bil najdaljši premostitveni objekt na celotni trasi Južne železnice med Dunajem in Trstom. Lokomotiva Straßengel ga je prvič preizkusila 2. maja 1846, ko je zapeljala iz Gradca čez viadukt do takrat še nedokončanega predora Počehova. Ko je bil le ta zgrajen, je 15. maja 1846 lokomotiva Ocean med neuradnim preizkusom odseka med Gradcem in Mariborom znova zapeljala čezenj. Tako kot preostali odsek Gradec - Celje je bil tudi Pesniški viadukt uradno odprt 2. junija 1846.
Komaj desetletje po odprtju viadukta so se že pričele kazati težave zaradi slabe kvalitete opečnatega materiala. Ker bi bila gradnja novega viadukta predraga, so se ga odločili zasuti. Poleti 1860 so tako po novozgrajenih tirih pričeli dovažati gramoz in do marca 1861 viadukt med mostom čez reko Pesnico na severnem koncu ter nadvozom nad cesto Pesnica - Lenart na južnem koncu zasuli v nasip. Približno na sredini nasipa so naredili še prepust za potok Črnec. Po tej trasi je železniški promet tekel do leta 2024, ko so za promet odprli novi odsek, ki poteka prek novega Viadukta Pesnica ter Predora Pekel. 